# Дагда (кратер)
Кратер Дагда (англ. Craters Dagda) — метеоритний кратер на Європі, супутнику Юпітера.

## Характеристики
Утворився на місці падіння на поверхню супутника Європа космічного метеорита, якого притягнув у свою орбіту масивний Юпітер. Внаслідок чого сформувався ударний кратер з діаметром 9,8 кілометра. Центр кратера розташовано за координатами 37.21° пд. ш., та 168.44° зх. д.
Вперше про льодовий кратер довідалися в 2000 році, після дослідження поверхні супутника телескопами з Землі. Названий на ім'я бога землі Дагда, героя кельтської міфології.